# Sipyloidea bella
Sipyloidea bella är en insektsart som först beskrevs av Johann Gottlieb Otto Tepper 1905.  Sipyloidea bella ingår i släktet Sipyloidea och familjen Diapheromeridae. Inga underarter finns listade i Catalogue of Life.